# 起点
起点（きてん）とは、その物の始まりの場所である。物の終わりの場所である終点が対義語になる。本項では交通や河川の起点について述べる。

## 道路

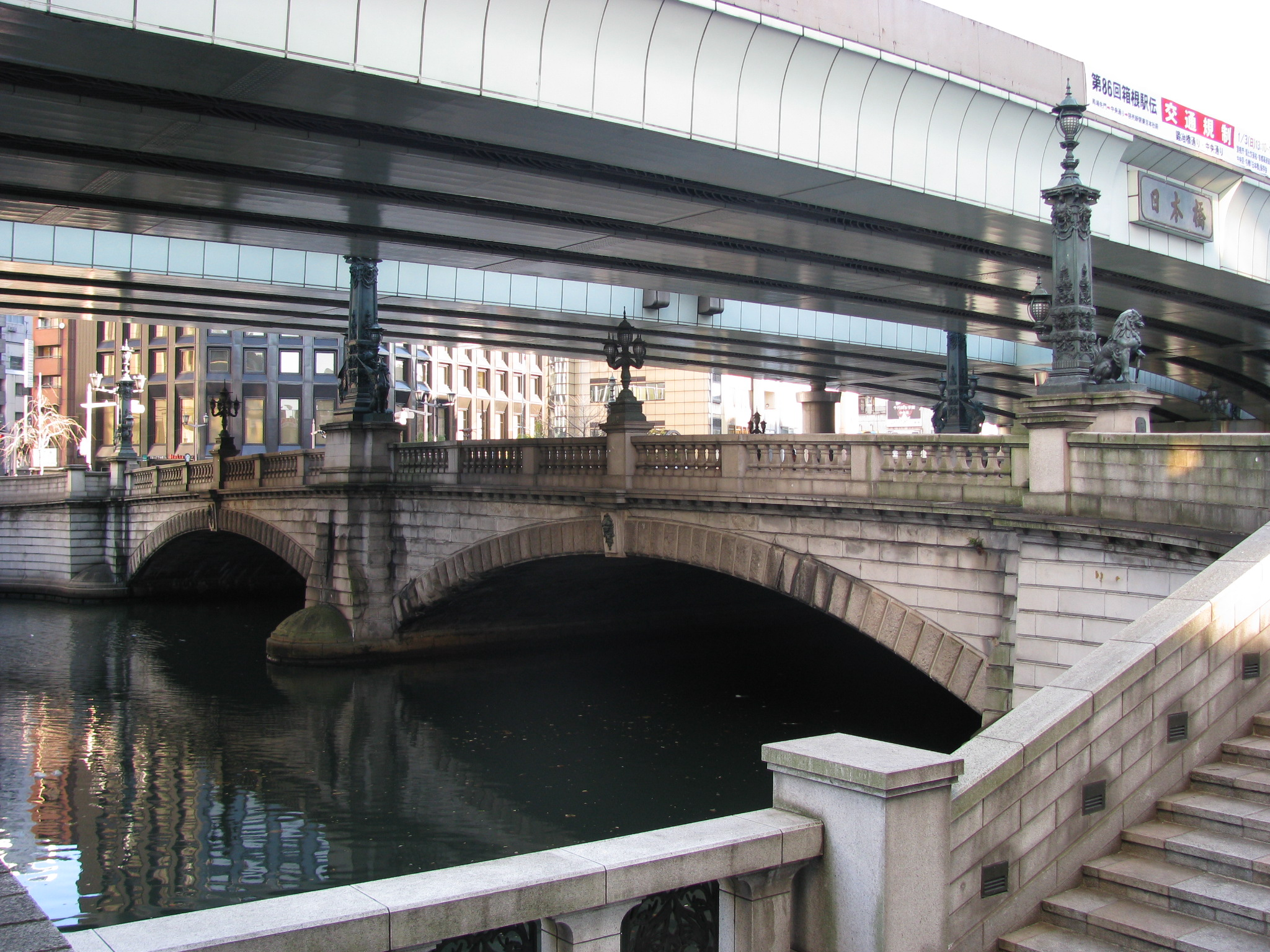
国道1号（道路）の起点（東京・日本橋）

日本の国道での起点は、大正時代には「東京市より○○府県庁所在地○○に達する路線」と指定され、全国道の起点は東京であったが、現在は一般国道の路線を指定する政令により国道の起点と終点が定められている。
起点は道路法第五条に定められる重要都市や人口10万以上の市、特定重要港湾、重要な飛行場または国際観光上重要な場所などが定められる。

## 鉄道

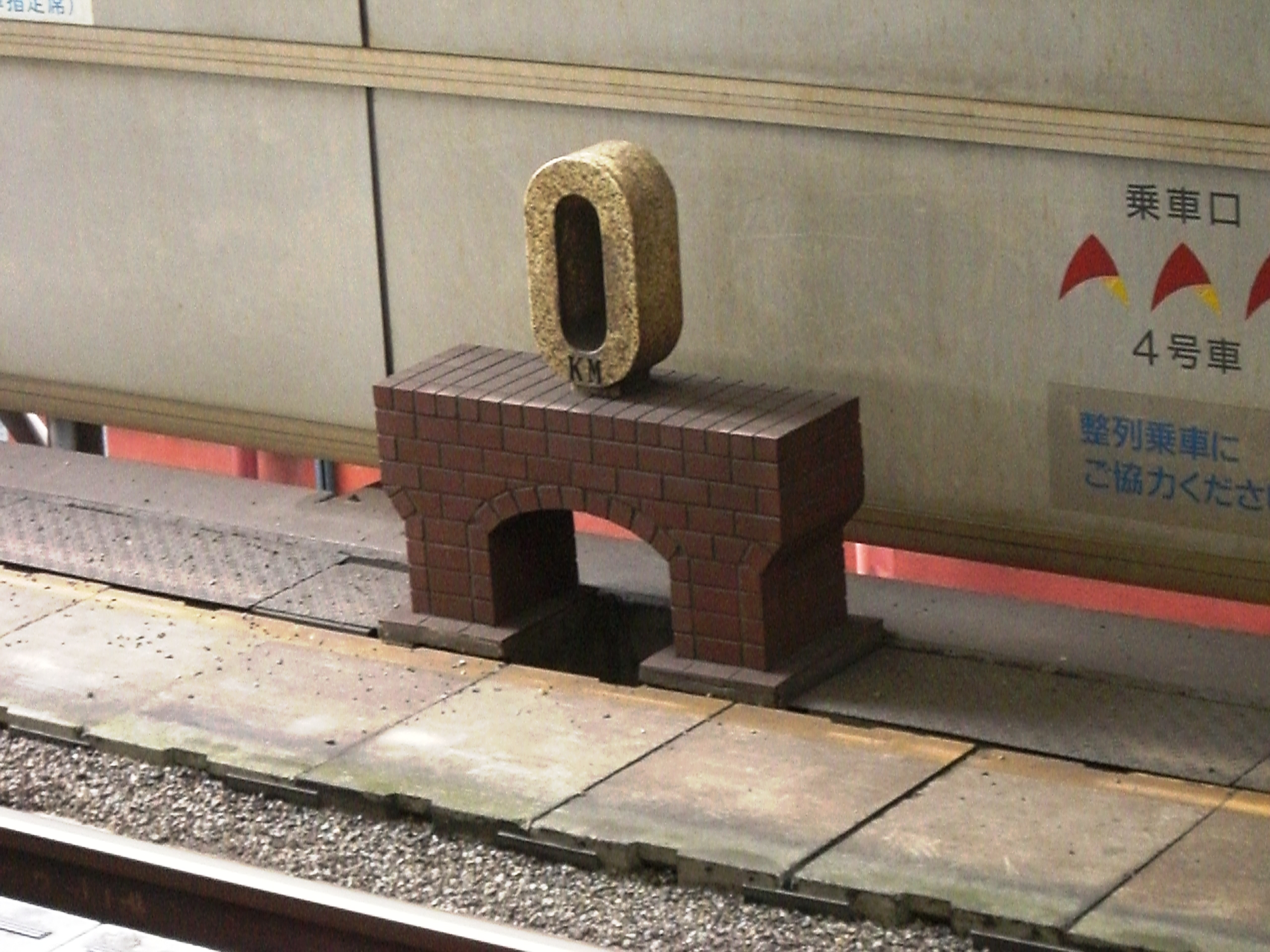
中央本線（線路）の起点（東京駅）

日本国有鉄道（国鉄）では、ある路線の両端のうち、本線の場合は東京駅に近い方が起点となる。支線は本線との接続点を起点とする。反対に遠い方は終点となる。

## 上りと下り
道路と鉄道路線の「上り」と「下り」の区別は起点と終点の位置により決定される。基本的には起点方向に向かうのが上り、終点方向に向かうのが下りとされる。

## 河川
河川の起点は河口になる。

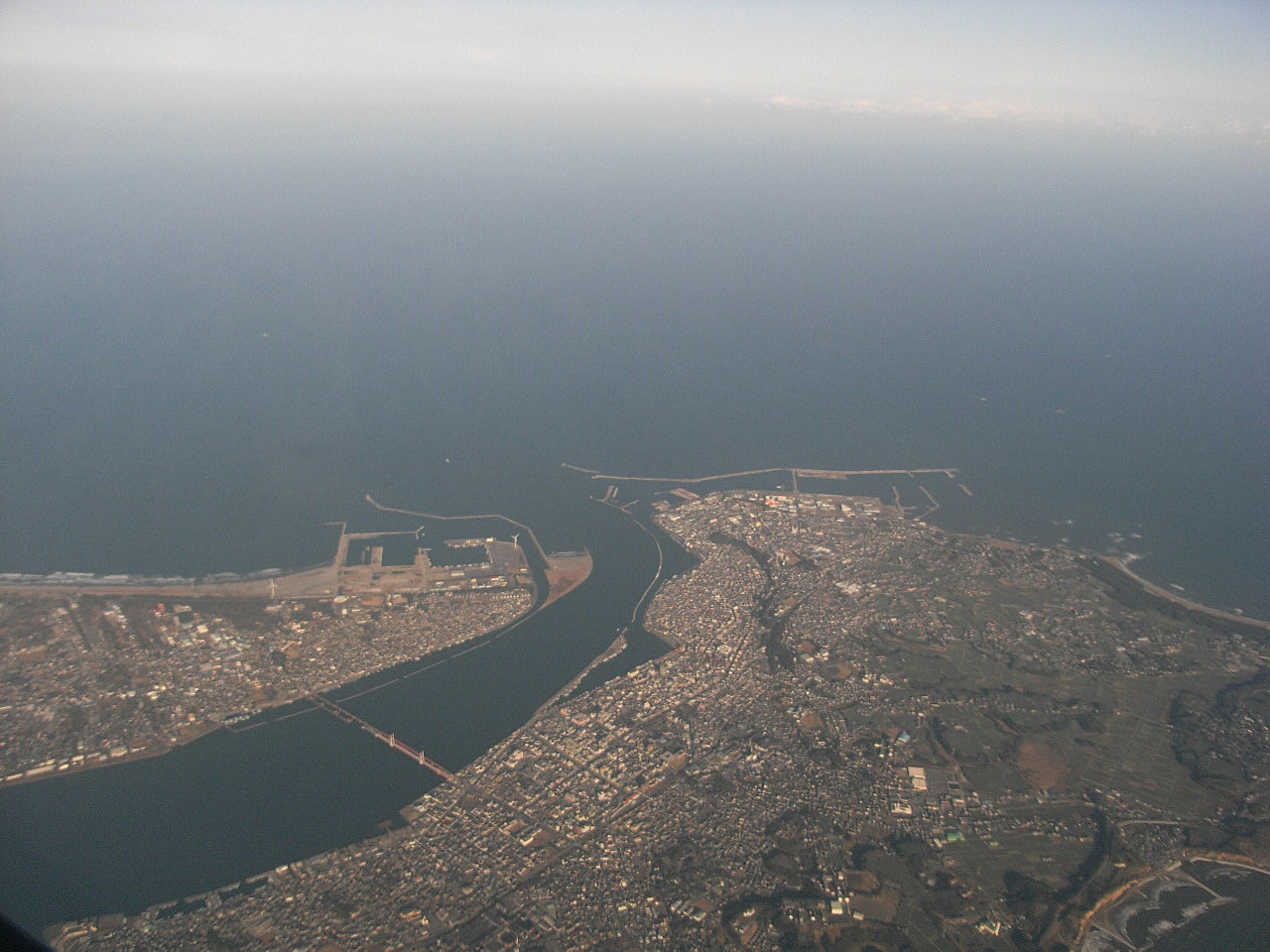
利根川（河川）の起点（茨城県神栖市）

川上に向かって分岐する河川は、分岐点を起点とする。